# Курбангалеєва Фаріда Рашидівна
Фаріда Рашидівна Курбангалеєва (тат. Фәридә Рәшит кызы Корбангалиева; нар. 27 серпня 1979, Казань) — російська опозиційна журналістка та блогерка, в минулому — телеведуча програми «Вєсті» на телеканалі «Росія-1» (2007—2014). З 2014 у політичній еміграцї. Після 2022 мін'юст РФ оголосив Фаріду Курбангалєєву спершу у розшук, потім вніс до списку «терористів та екстремістів», а потім оголосив «іноземним агентом». Живе у Празі, веде власний блог на YouTube.

## Біографія
За національністю татарка. У 2001 році Фаріда Курбангалеєва закінчила факультет журналістики Казанського державного університету.
З 1998 року по 2007 рік працювала на ДТРК «Татарстан», спочатку кореспондентом, потім спеціальним кореспондентом. Вела передачу «День у борг».
З 10 квітня 2007 року — власний кореспондент телеканалу «Росія» в Надволжі.
З 7 травня 2007 до липня 2008 року — ведуча програми «Вєсті» на телеканалі «Росія». Спочатку вела вечірні випуски в парі з Михайлом Антоновим, з вересня 2008 року по жовтень 2014 року — денні випуски. Після уходу Марії Сіттель і Марини Кім вела всі випуски для Європейської частини Росії і каналу «РТР-Планета» в Європі, крім «Вєстєй о 20:00» і суботи. Однак, з червня по 2 листопада 2014 року деякі денні випуски вів Микола Зусик.
У 2014 році разом з телеведучим Максимом Шарафутдіновим знялась ведучою у фільмі «Непомітні герої Невідомої війни», присвяченому участі солдатів-татар у Першій світовій війні (автор і режисер — Денис Красильніков).
У 2015 році знялась ведучою у фільмі «Війна непрощенних» (автор і режисер — Денис Красильніков).
У 2016 році разом з чоловіком випустила документальний фільм «Близько до серця», приурочений до ювілею кардіохірурга Рената Акчуріна.
Керувала Майстернею вищих курсів телерадіоведучих у Московському інституті телебачення і радіомовлення «Останкіно».
У 2014 після окупації Росією Донбасу та Криму звільнилася з рос. ТБ та покинула країну. З лютого 2018 року по теперішній час — у Празі (Чехія), ведуча новин на Радіо Свобода та на каналі «Настоящее время».

## Родина
Чоловік — Денис Красильніков — режисер-документаліст. Дві доньки — Софія (нар. 2003), друга — Адель (нар. 2015).

## Нагороди
- Премія Союзу журналістів Республіки Татарстан «Кришталеве перо» в номінації «Дебют року» за цикл передач «День у борг» (2001 рік)[13].
- Диплом Міністерства культури Республіки Татарстан (2007 рік) — за плідну співпрацю під час проведення Року літератури і мистецтва в Республіці Татарстан[14][15].
- Подяка Уряду Російської Федерації (31 березня 2010 року) — за активну участь у висвітленні діяльності Голови Уряду Російської Федерації[16].

## Факт
10 лютого 2014 року петербурзьким музичним гуртом Herzogi в соціальних мережах опублікований запис пісні під назвою «Фарида», присвяченій Фариді Курбангалеєвій.